# تیاگو برناردنی
تیاگو برناردنی (به پرتغالی: Tiago Henrique Bernardini Consoni) مدافع اهل برزیل است که در شهر Araras و در تاریخ ۲ دسامبر ۱۹۷۹ به دنیا آمده‌است.
تیاگو برناردنی در تیم‌های فوتبال باشگاه ورزشی اینترناسیونال سابقهٔ حضور دارد.